# 支那海峽

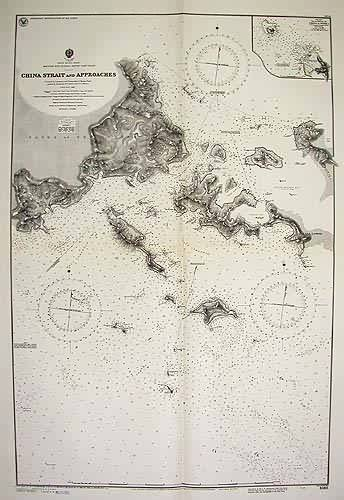
第二次世界大戰中有關支那海峽的地圖。

支那海峽或称中国海峡（英語：China Strait）是一位於巴布亞紐幾內亞米爾恩灣省的海峽。該海峽位於薩馬賴島與薩利巴島之間，長約4公里，寬約1公里，其溝通所羅門海與珊瑚海。